# Kriechenwil
Kriechenwil (hasta 1959 oficialmente Dicki) es una comuna suiza del cantón de Berna, situada en el distrito administrativo de Berna-Mittelland. Limita al norte con la comuna Ferenbalm y el enclave friburgués de Wallenbuch (com. Gurmels), al este con Laupen, al sur con Bösingen (FR) y Kleinbösingen (FR), y al oeste con Gurmels (FR) y Ulmiz (FR).
Hasta el 31 de diciembre de 2009 situada en el distrito de Laupen.

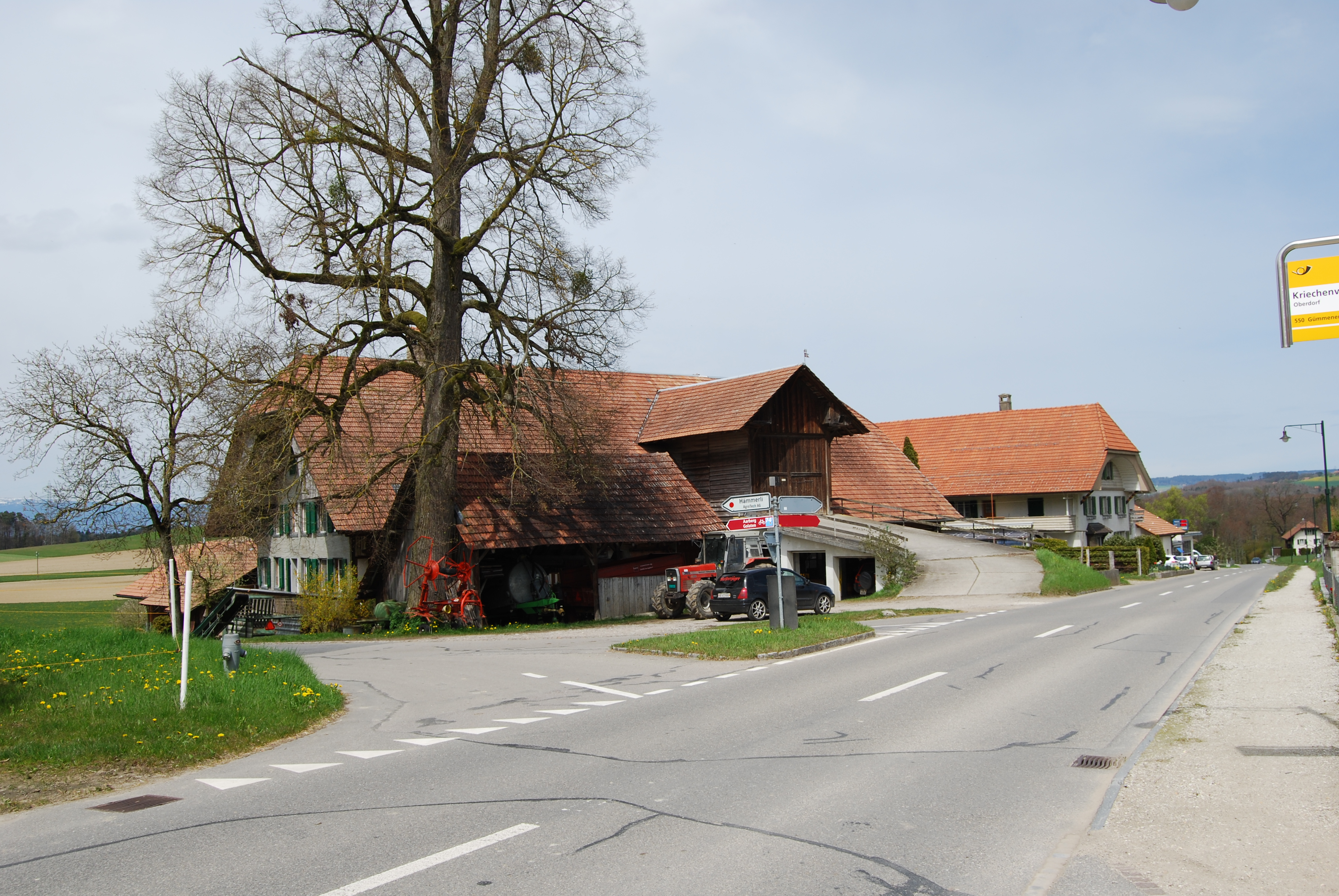
Kriechenwil